# جين مميت
الجينات المميتة (بالإنجليزية: lethal genes)‏ هي جينات وراثية توجد بصورة نقية (سائدة أو متنحية) تسبب أضراراً للكائن الحي يترتب عليها تعطيل بعض العمليات الحيوية مما يؤدي إلى موت الكائن الحي في مرحل مختلفة من العمر لربع نسل الأبوين غالباً (25 %)

## أنواعها
تنقسم الجينات المُميتة إلى نوعين، وهما

### جينات مميتة سائدة

صورة توضح أثر جين لون الشعر الأصفر المُميت في الفأر

وهي جينات يسود فيها الجين المُميت على الجين الآخر، مثل جين لون الشعر الأصفر في الفئران، حيث في حالة نقاء هذه الصفة في أي فأر فإنه يموت في رحم أمه، أما إذا كانت هذه الصفة هجينة، فإن الفأر يعيش، وجين سلالة البولدوج في الأبقار، وأيضًا في كساح الدجاج.

### جينات مميتة متنحية
وهي جينات يسود فيها الجين الذي يحمل الصفة السليمة يسود على الجين المُميت، مثل: جين غياب الكلوروفيل في نبات الذرة، وجين العته الطفولي في الإنسان